# Fischer Dávid
Fischer Dávid (Vágújhely, 1820. – Pöstyén, 1880.) pöstyéni rabbi.

## Élete
Előbb Brezován működött, majd amikor a pöstyéni hitközség a verbói rabbiságtól önállósította magát, ő lett az első rabbi. Utódául vejét, Ungár Józsefet választották meg. Fia, Fischer Baruch Noa eperjesi ortodox rabbiként működött. 